# Armia imperium mongolskiego

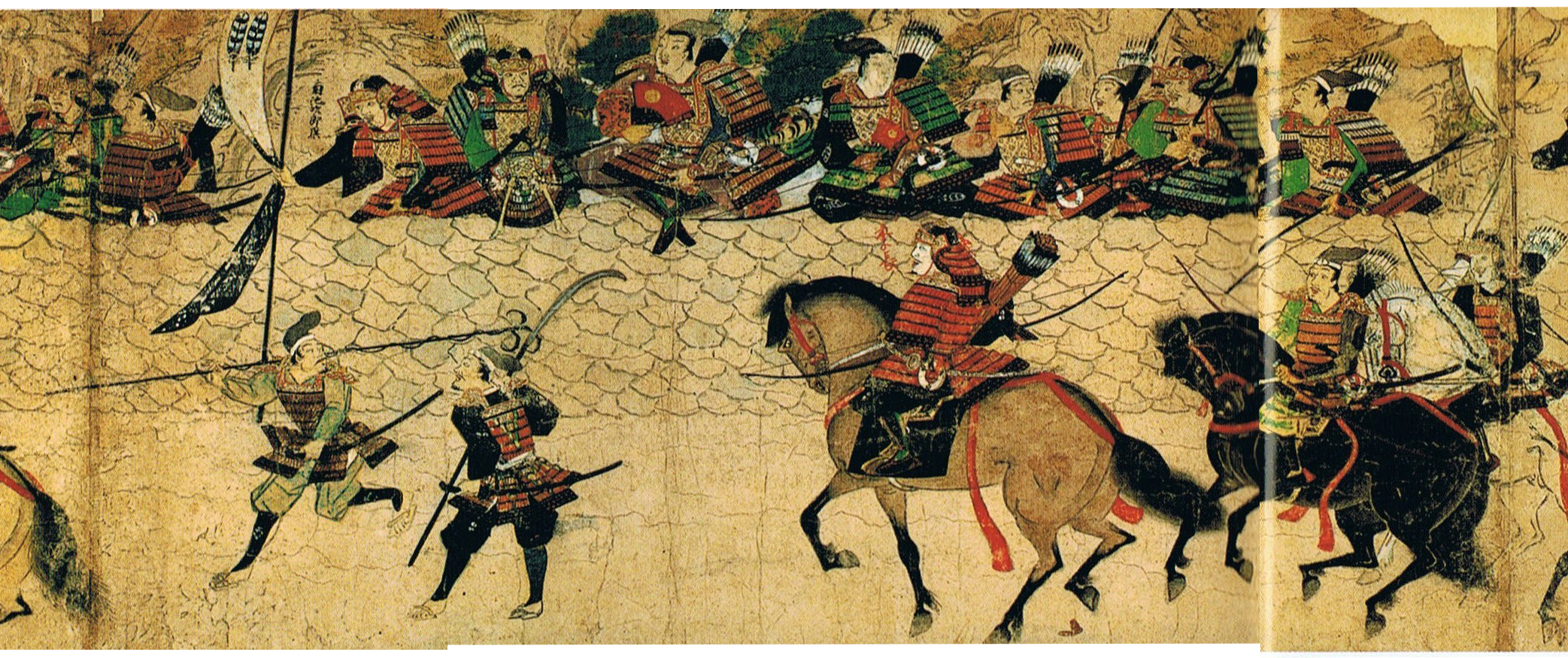
Wojsko mongolskie podczas inwazji na Japonię

Armia imperium mongolskiego w latach 1206–1368.

## Struktura dowodzenia
W armii imperium mongolskiego istniała ścisła, dziesiętna hierarchia dowodzenia. Szeregowi żołnierze byli grupowani w dziesięcioosobowe grupy, dowodzone przez dziesiętnika, które były z kolei grupowane po dziesięć w grupy stuosobowe dowodzone przez setnika, a te z kolei były grupowane po dziesięć tworząc grupy tysięczne, dowodzone przez tysięcznika. Wreszcie dziesięć oddziałów tysiąc osobowych tworzyło podstawową jednostkę taktyczną zwaną tümenem, która mogła już działać samodzielnie.
Dziesiętnicy i setnicy byli wybierani przez samych żołnierzy ze swojego grona. Tysięczników wybierał nojon (pierwszych tysięczników wybrał osobiście Czyngis-chan na Wielkim Kurułtaju w 1206), czyli dowódca tümenu, zaś nojonów wybierał osobiście wielki chan. Zwykle, niezależnie od składu etnicznego tümenu, nojonami zostawali blisko spokrewnieni z wielkim chanem Mongołowie.

## Strategia działania
Armia imperium miała kilka podstawowych reguł działania:
Atakowała zawsze w kilku kierunkach jednocześnie utrudniając rozpoznanie, który kierunek ataku jest głównym i wymuszając podzielenie sił przeciwnika. Armia mongolska, również dla zmylenia przeciwnika starała się zawsze wracać z wyprawy inną drogą niż na nią przybyła. Stosowała pozorowane odwroty, które często miały na celu wywabienie przeciwnika z dobrze ufortyfikowanych pozycji i podprowadzenie go pod ustawione w zasadzce główne siły. Taką taktykę najczęściej stosował jeden z najważniejszych wodzów wojen z Chinami i Chorezmem Dżebe. Typowy żołnierz Wielkiej Ordy potrafił strzelać z konia do tyłu, dzięki czemu zadawał często więcej strat przeciwnikowi w czasie pozorowanego odwrotu niż w czasie bezpośredniego ataku.
W przeciwieństwie do innych armii Wielkiego Stepu, Mongołowie szybko opanowali techniki zdobywania miast. Imperium w każdej większej kampanii wysyłało jednostki inżynieryjne, które na miejscu przy pomocy jeńców budowały machiny oblężnicze, czasem jak podczas zdobywania Riazania obudowywały całe mury miejskie własnymi fortyfikacjami, lub jak podczas zdobywania Urgenczu zatapiały miasto zmieniając nurty okolicznych rzek.
Mongołowie stosowali także ataki dywersyjne na domniemanych sojuszników swoich wrogów (takim był I najazd mongolski na Polskę w 1241, który miał na celu uniemożliwienie ewentualnej pomocy dla atakowanych Węgier). Mongołowie prowadzili swoje wojny do ostatecznego zwycięstwa, czyli do pełnego podporządkowania lub wybicia danego ludu. Stąd często atakowali państwa które przyjęły uchodźców z ludów toczących z nimi wojnę. Takie były przyczyny ataku na Połowców, którzy przyjęli Merkitów w 1223, i na Węgry, które przyjęły Połowców, a także na Indie, które przyjęły część armii chorezmijskiej.
W armii imperium funkcjonowały specjalne jednostki, które specjalizowały się w aktach szczególnego okrucieństwa. Były to jednostki zwykle niezbyt liczne i faktyczna ilość aktów czystego okrucieństwa nie była wcale tak duża, jednak dbano o maksymalne „rozreklamowanie” tych aktów. Wywoływało to zwykle panikę ludności cywilnej, jej ucieczkę ze zdobywanych terenów i powstawanie chaosu i trudności politycznych na jeszcze nie zajętych terenach.
Stosowała na masową skalę działania wywiadowcze i kontrwywiadowcze. Wielki Chan, dzięki posiadaniu dużych ilości wolnej gotówki i złota tworzył przed planowanym atakiem siatkę agentów na terytorium przeciwnika. Agenci ci czasami służyli mu tylko cenną informacją, ale czasami prowadzili też w odpowiednim dla niego momencie działania destabilizujące atakowane państwo, a także starali się przekupywać wrogich dowódców wojskowych, często z dużym powodzeniem.
Jednocześnie w armii Wielkiego Chana istniały specjalne jednostki kontrwywiadowcze zajmujące się łapaniem potencjalnych szpiegów w czasie przemarszu wojska. Jednostki te, na wszelki wypadek, „oczyszczały” teren, po którym przechodziła armia ze wszystkich cywilów. Wszyscy przypadkowi podróżnicy, handlowcy itp. byli wyłapywani i zwykle zabijani. Dzięki temu wróg nie był w stanie przeprowadzać rozpoznania i zawsze był zaskakiwany ogromem armii mongolskiej dopiero w momencie samego ataku.

## Ogólny wygląd i uzbrojenie

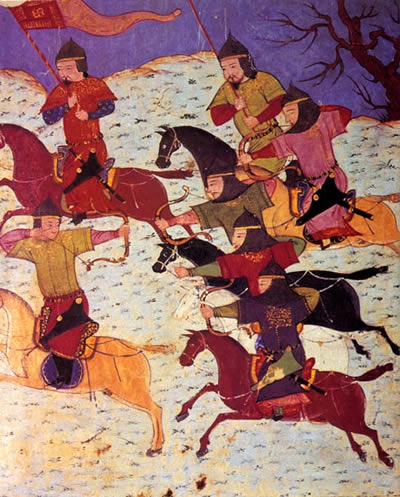
Mongolska lekka kawaleria

Przeważająca część wojska imperium mongolskiego była lekką kawalerią, której głównym orężem był łuk mongolski (odmiana łuku refleksyjnego) i prymitywne rodzaje białej broni. Typowy żołnierz ordy był ubrany w wojłokowy, pikowany kubrak, o szaro-brunatnej barwie (przypominający współczesną „fufajkę”), futrzaną czapkę z nausznikami i wojłokowe spodnie i buty. W armii mongolskiej przestrzegano zasady ubierania się w barwy ochronne i niewywyższanie się dowódców nad szeregowymi żołnierzami. Armia ta, w odróżnieniu jednak od armii innych ord, była ściśle zhierarchizowana i zdyscyplinowana. Niemal każda niesubordynacja była karana śmiercią. Interesującą cechą tej armii była walka w ścisłym milczeniu.
Olbrzymia większość żołnierzy (oprócz gwardii wielkiego chana) nie była w ogóle opłacana, a nawet wręcz przeciwnie, płaciła za udział w wyprawach licząc na łupy.
Jakkolwiek słabo uzbrojona, armia ta była bardzo mobilna, wykonująca na ślepo nawet samobójcze zadania i składała się ze zdeterminowanych i doświadczonych żołnierzy. Armia ta nie wymagała też aprowizacji, żywiąc się tym, co wpadało jej w ręce po drodze, dzięki czemu nie musiała ciągnąć za sobą taborów. Jej podstawową siłą, oprócz mobilności i determinacji była też jej wielkość. W szczytowym okresie liczyła ona 120 000 żołnierzy, podczas gdy armie tureckie i europejskie uważano w tym czasie za wielkie, jeśli liczyły więcej niż 10 000 ludzi.
Wyjątkiem z tej szarej masy jednakowo wyglądających żołnierzy była gwardia wielkiego chana. Liczyła ona w szczytowym momencie 10 000 żołnierzy. Przynależność do gwardii było wielkim zaszczytem, o który w konkursach starało się wielu szeregowych żołnierzy. Gwardia była wojskiem opłacanym i zbrojonym bezpośrednio z kieszeni wielkiego chana. Była to także jednostka jazdy, ale jednolicie uzbrojona w karacenowe zbroje i dobrej jakości miecze chińskiej produkcji. Stanowiła ona osobistą ochronę chana i często była też używana jako ostateczny odwód.